# 康恩·芬德利
康恩·芬德利（英語：Conn Findlay，1930年4月24日—2021年4月8日），美国男子赛艇、帆船运动员。他曾代表美国参加1956年、1960年、1964年和1976年夏季奥林匹克运动会，获得二枚金牌和二枚铜牌。